# Deutsche Gesellschaft für Sprachheilpädagogik
Die Deutsche Gesellschaft für Sprachheilpädagogik e.V. (dgs) sieht eine wesentliche Aufgabe darin, die Situation von Sprachbehinderten öffentlich zu artikulieren, um das Problembewusstsein zu schärfen und die gesellschaftlichen Voraussetzungen für die notwendige Unterstützung zu schaffen. Dazu wird die Fachzeitschrift "Die Sprachheilarbeit" herausgegeben, und es werden regionale und überregionale Arbeits- und Fortbildungsveranstaltungen organisiert. Die Richtlinien und die Arbeit des Fachverbandes wird alle zwei Jahre auf der Delegiertenversammlung beschlossen. 

## Landesgruppen
Innerhalb der dgs bestehen folgende 17 Landesgruppen mit unterschiedlichen länder- und regionalspezifischen Angeboten und jeweils eigener Internetpräsenz:
- Baden-Württemberg
- Bayern
- Berlin
- Brandenburg
- Bremen
- Hamburg
- Hessen
- Mecklenburg-Vorpommern
- Niedersachsen
- Rheinland
- Rheinland-Pfalz
- Saarland
- Sachsen
- Sachsen-Anhalt
- Schleswig-Holstein
- Thüringen
- Westfalen-Lippe

## Veranstaltungen der dgs (Auswahl)
Alle zwei Jahre richtet eine Landesgruppe den Bundeskongress der dgs aus. Seit 2006 fanden folgende Kongresse statt:
- XXVII. Kongress der dgs vom 21.–23. September 2006 in Köln. Thema: Sprache Emotion Bewußtheit
- XXVIII. Kongress der dgs 2008 in Cottbus
- XXIX. Kongress der dgs 2010 in Dortmund
- XXX. Kongress der dgs 2012 in Bremen
- XXXI. Kongress der dgs 2014 in Leipzig
- XXXII. Kongress der dgs 2016 in Hannover
- XXXIII. Kongress der dgs 2018 in Rostock
- XXXIV. Kongress der dgs 2020 (fand pandemiebedingt online statt)

Der XXXV. Kongress der dgs soll 2022 in Berlin stattfinden.